# Cornelia Bitsch

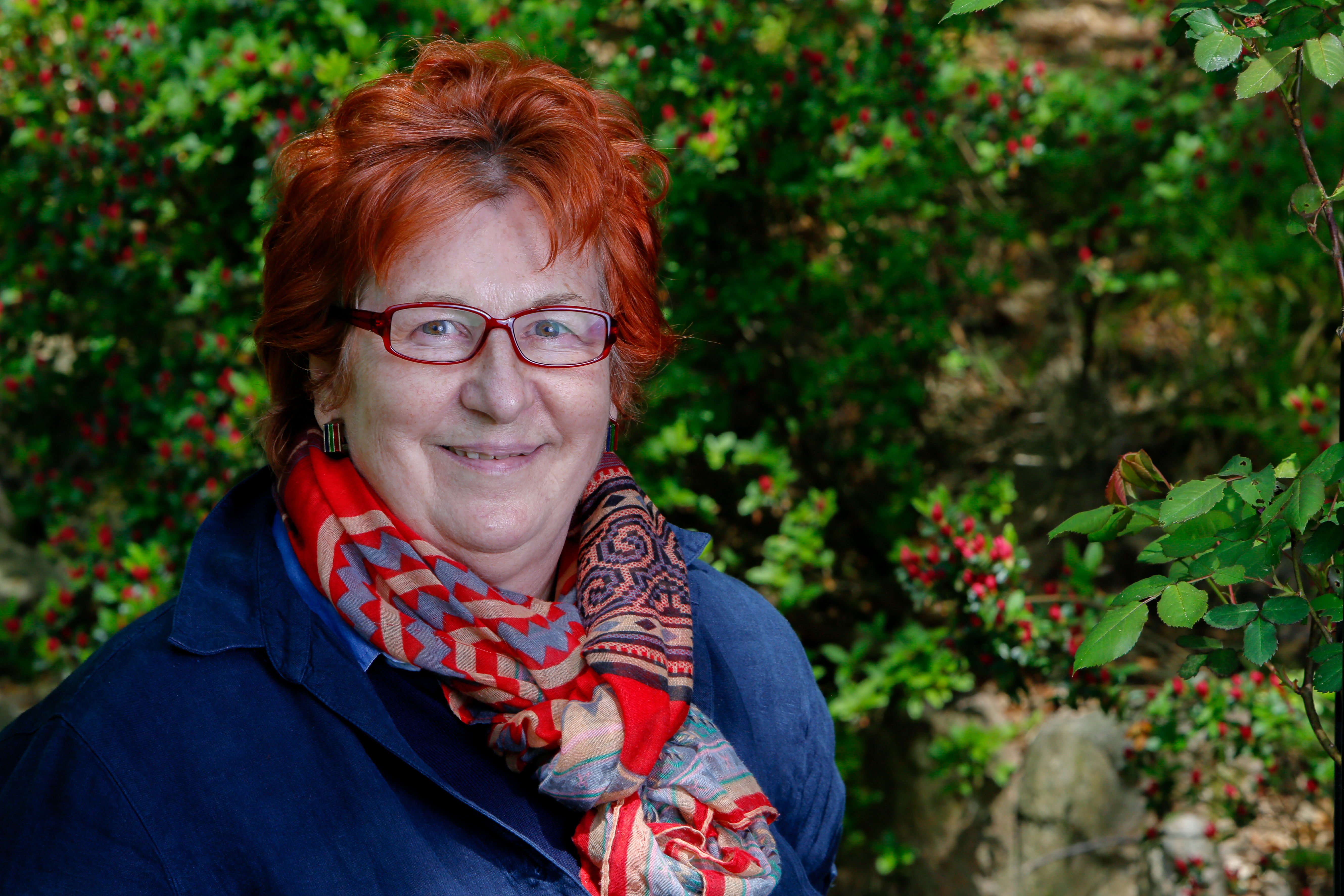
Cornelia Bitsch

Cornelia Bitsch (* 17. Oktober 1949 in Freiburg im Breisgau) ist eine deutsche Autorin, Regisseurin, Schauspielerin und Hörfunksprecherin.

## Leben und Werdegang
Cornelia Bitsch ist die Tochter des Ehepaares Werner und Brigitte Bitsch. Sie wuchs in Baden-Baden auf und erlebte am dortigen Theater ihren ersten Bühnenauftritt als Sonnenstrahl in „Frau Holle“. Die Eltern hatten ein Musikgeschäft und waren dem Städtischen Theater und Orchester sehr verbunden, so gaben schon im Kindesalter viele Konzert- und Theaterbesuche wie auch der große künstlerische Freundeskreis der Eltern Bitschs späteren Lebensweg vor. Nach dem Gymnasium arbeitete sie ein Jahr lang in Paris und London, um ihre Sprachkenntnisse zu vervollkommnen und studierte dann an der Hochschule für Musik und Darstellende Kunst in Stuttgart Schauspiel und Regie. Nach mehreren kleinen Rollen am Stuttgarter Staatstheater und erfolgreichem Hochschulabschluss war sie von 1972 bis 2001 als Schauspielerin und Regisseurin im festen Engagement, u. a. an den Städtischen Bühnen Münster und am Stadttheater Baden-Baden, dort auch als stellvertretende Intendantin unter Frieder Lorenz. Nach ihrer Auslandstätigkeit als Direktorin der Europa KulTour übernahm sie 2009 in künstlerischer Eigenregie die kleine Baldreit-Sommertheaterbühne in Baden-Badens Altstadt und hatte an die 25 Jahre die künstlerische Leitung der Burgbühne Oberkirch e.V. als Regisseurin und Hausautorin inne.
Sie arbeitete auch hin und wieder fürs Fernsehen schrieb u. a. 1997 das Drehbuch zur Tony-Marshall-Jubiläumsshow im ZDF, drehte im SWR und WDR, widmete sich dann aber wieder der Theaterbühne und ihrem schriftstellerischen Arbeiten. Heute arbeitet sie vorrangig als Regisseurin, Moderatorin, Sprecherin und Autorin. Ihr bisheriges Werk umfasst Hörspiele, Hörbücher, Theaterstücke und musikalische Revuen.
Verheiratet ist sie in erster Ehe mit dem Musiker und Komponisten Matthias Schulz.

### Wirken als Regisseurin
Cornelia Bitsch begann ihre Karriere als Theaterregisseurin an den Städtischen Bühnen in Münster/Westfalen. Geprägt wurde sie von der Zusammenarbeit mit Gerhard F. Hering, Sam Besekow, Peter von Wiese und Jürgen Strube. Sie brachte 48 Inszenierungen auf die Bühne, darunter u. a. das Musical Anatevka von Joseph Stein/Jerry Bock und Sheldon Harnick im Eurodistrikt Strasbourg-Ortenau als deutsch-französische Ko-Produktion sowie 11 eigene Produktionen.

## Auszeichnungen
- 1978: Nordrhein-Westfalen-Preis für herausragende künstlerische Leistungen
- 2013: Badisch-Elsässischer Kulturpreis 2013 (General- und Regionalrat der Fondation Entente Franco-Allemande unter Ancien Ministre André Bord)

## Werke

### Theaterstücke und Revuen
- Die Nacht ist nicht allein zum Schlafen da... (UA 1994 THEATER Baden-Baden)
- Allerheiligen (UA 1996)[1]
- Musik liegt in der Luft (UA 1997)
- Freiheit, Freiheit für alle (UA 1998)[1]
- Ich will keine Schokolade (UA 2000 ’s freche hûs)
- Das Mädchen mit den Schwefelhölzchen - Deutsche Fassung und Lyrics - Auftragsarbeit WHALE SONGS GmbH (UA 2003 Bregenzer Festspiele)[2]
- Früher war alles besser, oder? (UA 2006)[3]
- Dracula oder wie es sich wirklich zugetragen hat (UA 2007/Musik Maetze Schulz)
- Schwarzwald-Kirsch & Co. KG (UA 2013/Musik Maetze Schulz)[4]
- In 80 Tagen um die Welt (UA 2014)
- Süffiges Wein-Karussell (UA 2014/Musik Maetze Schulz)[5]

### Hörspiele
- 12 MC/CD ASTRO-POWER - 1990 Jägel Verlags GmbH
  - Steinbock
  - Wassermann
  - Fische
  - Widder
  - Stier
  - Zwilling
  - Krebs
  - Löwe
  - Jungfrau
  - Waage
  - Skorpion
  - Schütze
- Abenteuer auf dem Bauernhof - 1991 Jägel Verlags GmbH
  - Kiki, das Küken
  - Flitzi, die Maus
  - Trabbi, das Pferdchen
  - Kati, das Kätzchen
  - Grunzi, das Schweinchen
  - Balduin, der Bernhardiner
  - Bluntschli, das Entchen
  - Hoppi, das Häschen
  - Wuschel, das Lämmchen
  - Plops, das Kälbchen

- Schwarzwaldsagen und Geschichten - 1992
  - Apfelmann und Mummelnix (Bella Musica BÄRLI)[6]
  - Das Geheimnis vom Gutachtal (Bella Musica BÄRLI)[7]
  - Die weisse Frau und der Jäger (Bella Musica BÄRLI)[8]
- Frohe Weihnachten - 1993 JÄGEL Verlags GmbH
- (Die schönsten Lieder und Geschichten)
  - Frohe Weihnachten - 1993 MC/CD (JÄGEL Verlags GmbH / Erzählungen)
- Nostradamus I - 1995 MC/CD[9]
- Nostradamus II - 1995 MC/CD[10]
- Baden-Baden- ein Spaziergang - 1996 MC (Bella Musica)
- Worüber das Christkind lächeln musste - 1998 MC/CD (Bella Musica) - 6 Erzählungen[11]
- Wohnt hier der Nikolaus? - 2001 MC/CD (Bella Musica) - 6 Erzählungen[12]
- Märchen in französischer Sprache - 2003 MC/CD (ti n’enfants Warner/Bella Musica) - Les contes classiques

1. La Belle au Bois dormant
2. Madame Hollé
3. La Princesse aux cheveux d’or
4. Jean Rouge Gorge
5. Le chat Botté
6. Cendrillon
7. Le petit chaperon rouge
8. Blanche Neige et les sept nains
9. Neige Blanche et Rose Rouge
10. Barbe Bleue

- Tom Sawyer - 2003 (Bella Musica)[13]

- In 80 Tagen um die Welt - 2003 (Bella Musica)[14]
- Der Seewolf - 2003 (Bella Musica)[15]

### Hörbücher
Brummel und Brummeline - 1993 - 5 Folgen JÄGEL Verlags GmbH
Tiergeschichten (1992)
1. Bären
2. Pinguine
3. Robben
4. Dachse
5. Katzen
6. Igel
7. Biber
8. Hamster
9. Pferde
10. Mäuse

Tiergeschichten (1993)
1. Füchse
2. Eichhörnchen
3. Rehe
4. Löwen
5. Tiger
6. Feld-Hasen
7. Steinböcke
8. Murmeltier
9. Steinadler
10. Zug-Vögel

Tiergeschichten (1994)
1. Fischadler
2. Auerhähne
3. Pandabären
4. Gemse
5. Bergziegen
6. Einheimische Singvögel
7. Wölfe
8. Habichte
9. Kängurus
10. Kühe
11. Pelikane
12. Wiesel
13. Leoparden
14. Geparde,
15. Wildschweine
16. Störche
17. Luchse
18. Fischotter
19. Meerschweinchen
20. Delphine
21. Pumas
22. Papageien
23. Bisons
24. Präriehunde
25. Rothirsche
26. Kuckucke
27. Koalabären
28. Eisbären
29. Blauwale
30. Zierfische
31. Mörderwale
32. Albatrosse

## Filmografie (Auswahl)
- 1996 Maikonzert („Die Fallers“ Fernsehserie)
- 1998 Schönes Wochenende (Das kleine Fernsehspiel)
- 2003 Bitteres Brot (Tatort) Weblinksilmografie (Auswahl)